# Ahmad al-Shara'
Aḥmad Ḥusayn al-Sharaʿ, noto anche con lo pseudonimo di Abū Muḥammad al-Jawlānī (in arabo أحمد حسين الشرع‎?, Aḥmad Ḥusayn al-Sharaʿ; Riyad, 29 ottobre 1982), è un politico e militare siriano, autoproclamatosi presidente della Siria dal 29 gennaio 2025 (de facto dall'8 dicembre 2024).
Nato in una famiglia laica e borghese originaria del Golan, al-Sharaʿ si radicalizzò a partire dai primi anni 2000. Nel 2003 si unì ad al-Qāʿida in Iraq, che in seguito confluì nello Stato Islamico in Iraq. Nel 2011, su ordine del comandante dello Stato Islamico Abū Bakr al-Baghdādī, al-Sharaʿ fu inviato in Siria per creare il Fronte al-Nuṣra, con l'obiettivo di combattere il regime di Baššār al-Asad. Nel 2013 al-Sharaʿ si separò da al-Baghdādī, per associarsi ad Ayman al-Ẓawāhiri, leader di al-Qāʿida. 
Nel 2016 il Fronte al-Nuṣra si separò da al-Qāʿida e cambiò nome in Jabhat Fatḥ al-Shām; nel 2017 l'organizzazione confluì insieme ad altre formazioni islamiste minori in Taḥrīr al-Shām e dette impulso alla fondazione del Governo di Salvezza Siriano. Da allora al-Sharaʿ ha adottato posizioni più moderate, ottenendo maggiore supporto internazionale per la sua formazione. Nel novembre 2024 al-Sharaʿ ha guidato l'offensiva che, dalla regione di Idlib, ha portato al collasso dell'esercito siriano e alla caduta del regime di al-Asad in dodici giorni.
Il 16 maggio 2013 è stato inserito nella lista dei terroristi redatta dagli Stati Uniti. Il 21 dicembre 2024 è stata abolita la taglia di 10 milioni di dollari imposta su di lui quattro anni prima dal Dipartimento di Stato degli Stati Uniti d'America per informazioni che avessero portato alla sua cattura. Tuttavia, lo stesso Dipartimento di Stato americano ha mantenuto il suo nominativo nella lista dei terroristi.

## Biografia

### Origini e gioventù
Aḥmad nacque nel 1982 a Riyāḍ, in Arabia Saudita, da una famiglia notabile siriana originaria di Fīq, sulle alture del Golan. La famiglia abbandonò la regione in seguito all'invasione israeliana del 1967. Il padre Ḥusayn al-Sharaʿ, economista e consulente petrolifero, era un convinto nazionalista arabo della sinistra laica di orientamento nasseriano. Nel 1989 la famiglia si trasferì a Damasco, nella zona benestante di al-Mizza; Aḥmad crebbe quindi in una famiglia di classe media, in un ambiente profondamente laico e liberale. Crescendo, Aḥmad cominciò a mostrare un atteggiamento ribelle; l'amore per una ragazza alauita, non accettato dalle rispettive famiglie, avrebbe acuito il distacco tra Aḥmad e la propria, portandolo a rigettarne i valori.Dopo essersi avvicinato alla pratica religiosa intorno ai diciassette anni, Aḥmad cominciò ad avvicinarsi al jihadismo a partire dai primi anni 2000, in seguito agli attentati dell'11 settembre 2001, quando iniziò a frequentare le moschee dei quartieri più periferici e marginalizzati di Damasco. Dopo aver completato gli studi secondari, entrò alla facoltà di medicina dell'Università di Damasco, dove ha studiato per due anni prima di lasciare il Paese per raggiungere l'Iraq durante il suo terzo anno di studi.

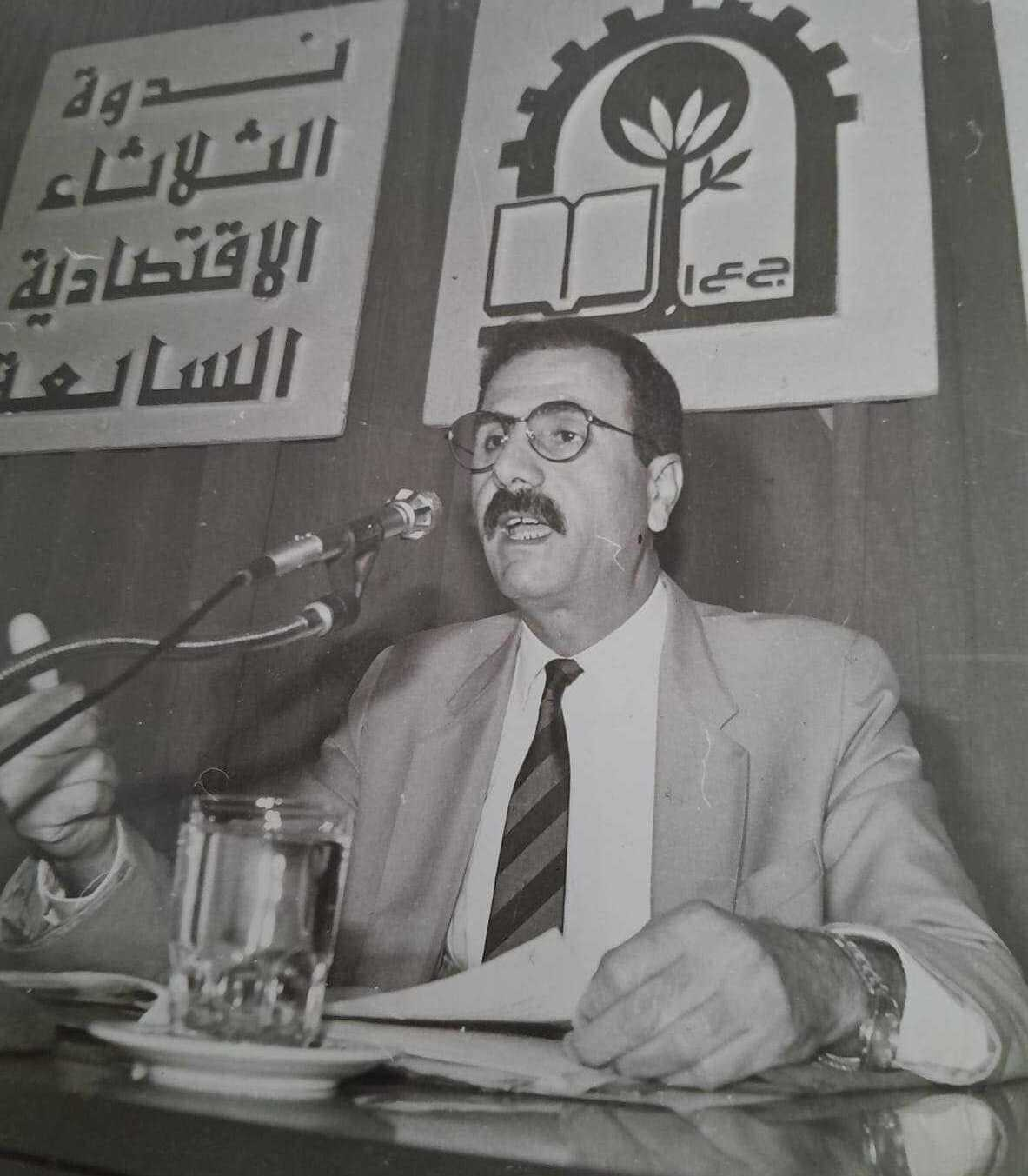
L'economista Ḥusayn al-Sharaʿ

### La guerra in Iraq
Una volta spostatosi in Iraq per combattere le truppe statunitensi dopo l'invasione dell'Iraq del 2003, rapidamente si mise in mostra nei ranghi di al-Qāʿida, in cui si dice fosse diventato uno stretto collaboratore del giordano Abū Muṣʿab al-Zarqāwī, il leader del gruppo noto come al-Qāʿida in Iraq. Dopo che al-Zarqāwī fu ucciso nel 2006 in un'operazione aerea statunitense, al-Sharaʿ abbandonò l'Iraq, risiedendo per un breve periodo in Libano, dove offrì supporto logistico al gruppo militante Jund al-Shām, che abbracciava l'ideologia di al-Qāʿida.

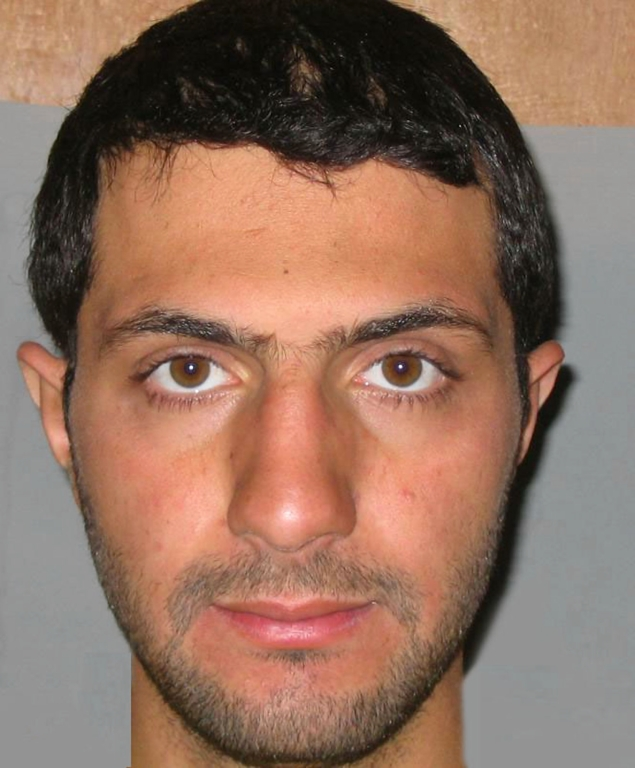
Foto segnaletica di Ahmad al-Sharaʿ nel 2006, durante la sua detenzione nella prigione di Camp Bucca, dopo la sua cattura da parte delle forze statunitensi in Iraq.

Tornò ancora in Iraq per continuare la lotta armata, ma fu arrestato dai militari statunitensi e detenuto a Camp Bucca, alla frontiera iracheno-kuweitina. In quel campo di detenzione, dove i militari USA rinchiudevano migliaia di sospetti militanti, al-Sharaʿ insegnò l'arabo classico ad altri prigionieri.
Dopo essere stato rilasciato nel 2008 dalla prigione di Camp Bucca, al-Sharaʿ riprese il suo impegno militante, questa volta accanto ad Abū Bakr al-Baghdādī, allora a capo di al-Qāʿida in Iraq. Fu nominato responsabile delle operazioni di al-Qāʿida nella provincia di Mosul, ufficialmente chiamata governatorato di Nīnawā (ossia di Ninive).
La nisba al-Jawlānī o al-Jūlānī (in inglese al-Joulānī), traslitterata anche al-Golani, deriva dalle alture del Golan, territorio siriano occupato da Israele fin dal 1967 a seguito della guerra dei sei giorni.

### Guerra civile siriana

#### Insurrezione siriana e fondazione di al-Nuṣra
Poco dopo l'inizio dell'insurrezione siriana contro il regime di Baššār al-Asad, al-Sharaʿ si spostò in territorio siriano e, col pieno sostegno di al-Baghdādī, creò nel gennaio del 2012 l'organizzazione Jabhat al-Nuṣra, di cui divenne emiro generale. Sotto la leadership di al-Sharaʿ, al-Nuṣra divenne uno dei più potenti gruppi armati in Siria.

Manifesto in cui gli Stati Uniti offrivano oltre 10 milioni di dollari per informazioni che portassero alla cattura di Mohammad al-Jolani, nome di battaglia di Ahmed al-Sharaa. Nel 2024, a seguito del crollo di Assad, l'offerta fu revocata.

#### Ascesa dello Stato Islamico
al-Sharaʿ accrebbe il suo ruolo già nell'aprile del 2013, allorché respinse un tentativo di al-Baghdādī di porre sotto il proprio controllo il Fronte al-Nuṣra (cosa che rivelò la profonda spaccatura all'interno della rete globale di al-Qāʿida). al-Sharaʿ prese decisamente le distanze dalla pretesa di fondere i due gruppi in un'unica organizzazione chiamata Stato Islamico d'Iraq e Siria, come invece annunciato da al-Baghdādī. Dichiarò la propria fedeltà direttamente al leader di al-Qāʿida, Ayman al-Ẓawāhirī, che si dice fosse nettamente ostile al progetto di al-Baghdādī di fondere entrambi i gruppi jihadisti, e affermò che il suo gruppo avrebbe mantenuto il suo nome e la sua autonomia. Si dice che al-Sharaʿ abbia detto: «Vi informiamo che né il comando di al-Nuṣra, né il suo Consiglio consultivo, né i suoi organizzatori generali, erano a conoscenza di questo annuncio. Esso li raggiunge attraverso i media, e se il discorso è autentico, noi però non siamo stati consultati». Nel giugno del 2013, Al Jazeera ha riferito che aveva ricevuto una lettera scritta dal leader di al-Qāʿida, Ayman al-Ẓawāhirī, indirizzata sia ad Abū Bakr al-Baghdādī sia ad al-Sharaʿ, in cui egli esprimeva la propria contrarietà nei confronti della fusione delle due organizzazioni e nominava un suo emissario per controllare lo stato delle relazioni tra loro e mettere fine alle tensioni esistenti.
Più tardi, in quello stesso mese, fu reso pubblico un audiomessaggio di Abū Bakr al-Baghdādī, in cui egli respingeva le disposizioni di al-Ẓawāhirī e dichiarava che la fusione delle due organizzazioni nello Stato Islamico dell'Iraq e del Levante procedeva. Seguirono scontri tra al-Nuṣra e ISIS per il controllo del territorio siriano.
Malgrado alcune frizioni con i membri dell'Esercito Siriano Libero, la Jabhat al-Nuṣra di al-Sharaʿ ha operato spesso insieme all'ESL contro le truppe di al-Assad nelle aree contese. In Siria, il gruppo è più popolare rispetto a Dāʿesh, che è in maggioranza composto da combattenti stranieri ed è stato aspramente criticato per la sua brutalità e per aver tentato d'imporre una stretta (e talora innovatrice) interpretazione della Sharīʿa nelle aree sotto il suo controllo. La Jabhat al-Nuṣra, per contro, è composto in massima parte da siriani, molti dei quali hanno combattuto le forze statunitensi in Iraq.

#### Il risorgere di al-Nuṣra
Il 27 maggio 2015, nel corso della guerra civile siriana, al-Sharaʿ è stato intervistato ad Idlib da Aḥmad Manṣūr, un giornalista dell'emittente qatariota Al Jazeera, tenendo coperto il proprio volto. Egli definì la conferenza di pace Ginevra 2 «una farsa», e accusò la filo-occidentale Coalizione nazionale siriana delle forze dell'opposizione e della rivoluzione di non rappresentare il popolo siriano e di non poter vantare alcuna reale presenza sul terreno in Siria. Al-Sharaʿ sostenne che al-Nuṣra non aveva piani per attaccare obiettivi occidentali, e che la sua priorità più importante era combattere il regime siriano, Hezbollah e Dāʿesh.
al-Sharaʿ si dice che abbia dichiarato che «il Fronte al-Nuṣra non ha alcun piano per colpire l'Occidente. Noi riceviamo ordini chiari da Ayman al-Ẓawāhirī di non usare la Siria come un trampolino di lancio per attaccare gli USA o l'Europa, per non danneggiare la vera missione contro il regime di al-Assad. Forse al-Qāʿida lo fa, ma non qui in Siria. Le forze di al-Assad ci combattono su un fronte, Ḥezbollāh su un altro e l'ISIS su un terzo fronte. Si tratta solo di reciproco interesse».
Interrogato sui piani di al-Nuṣra sulla Siria del dopoguerra, al-Sharaʿ ha dichiarato che, una volta terminato il conflitto, tutte le fazioni nel Paese sarebbero state consultate sulla possibilità o meno della «nascita di uno Stato islamico». Ha anche ricordato che al-Nuṣra non avrebbe colpito la minoranza islamica degli alauiti, a dispetto del suo sostegno al regime di al-Asad: «La nostra guerra non è questione di vendetta contro gli alauiti, malgrado il fatto che, per l'Islam, essi siano considerati eretici». Un commento a questa intervista riporta tuttavia che al-Sharaa avrebbe anche detto che gli alauiti sarebbero rimasti soli fin quando non avessero abbandonato gli elementi della loro fede che contraddicevano l'Islam, che per al-Sharaa è quello sunnita salafita.

### Leader di Hayʾat Taḥrīr al-Shām
Nel 2017 il Fronte al-Nusra, dopo diverse vicissitudini, confluisce in Hayʾat Taḥrīr al-Shām e al-Sharaa diviene pertanto leader di tale formazione. Sebbene la nuova formazione abbia dichiarato di essersi «consensualmente separata» dal network di al-Qāʿida, numerosi osservatori sostengono che tali organizzazioni di stampo salafita permangano in stretto legame, ma che il gruppo siriano agisca in tal modo auspicando un maggior sostegno internazionale (specialmente da parte della Turchia) e la rimozione da diversi degli elenchi delle organizzazioni terroristiche in cui è inserito.
Il 30 novembre 2024, nel corso della offensiva antigovernativa lanciata dal nord-ovest della Siria, è diffusa la notizia della sua morte in un raid aereo governativo, la quale è smentita il 4 dicembre successivo da immagini su canali Telegram che lo mostrano acclamato da una folla all'interno della cittadella storica di Aleppo appena conquistata.
Il 21 dicembre 2024, il governo degli Stati Uniti ha abolito la taglia pendente su al-Sharaa.

## Presidenza della Siria

### Nomina
Il 29 gennaio 2025, durante la Conferenza per la Vittoria della Rivoluzione Siriana, Hassan Abdel Ghani, portavoce del Comando delle Operazioni Militari, annunciò la nomina di al-Sharaʿ a Presidente della Siria da parte del Comando Generale della Siria. Ghani dichiarò che al-Sharaʿ avrebbe guidato il paese durante il periodo di transizione, assumendo le funzioni presidenziali e rappresentando la nazione sulla scena internazionale.
Dopo la sua nomina, nel suo primo discorso del 31 gennaio, al-Sharaʿ annunciò l'intenzione di convocare una conferenza di dialogo nazionale e di emanare una dichiarazione costituzionale che avrebbe costituito un riferimento legale per la transizione politica, a seguito dell'abolizione della costituzione del 2012 (dell'era di Assad). Inoltre, dichiarò che avrebbe perseguito coloro responsabili dello spargimento di sangue e autori di massacri e crimini.

### Politica interna
Sul fronte interno, ha annunciato la dissoluzione di gruppi dell’opposizione nel nuovo governo e l’integrazione delle milizie nell'esercito. Il 23 febbraio, dopo una richiesta di smilitarizzazione del sud della Siria da parte di Benjamin Netanyahu, Israele ha effettuato attacchi aerei su Damasco. Durante la Conferenza per il Dialogo Nazionale Siriano, al-Sharaa ha ribadito l'impegno per la giustizia e l'unità nazionale.

### Politica estera
Dopo la sua nomina a Presidente della Siria il 29 gennaio 2025, al-Sharaʿ ha avviato una serie di incontri diplomatici e iniziative politiche. Ha ricevuto l'Emiro del Qatar a Damasco, poi ha visitato l'Arabia Saudita, la Turchia e la Giordania, incontrando leader come Mohammad bin Salman Al Sa'ud e Recep Tayyip Erdoğan. Ha anche avuto colloqui con Vladimir Putin e con l'ambasciatore cinese, segnando la ripresa dei rapporti internazionali della Siria. Il 14 maggio incontra Donald Trump in Arabia Saudita 

## Vita privata
Poco si sa della vita privata di al-Sharaʿ. È sposato con Latifa al-Droubi, con cui ha avuto 3 figli.